# Mistrovství Perského zálivu v ledním hokeji 2014
Mistrovství Perského zálivu v ledním hokeji 2014 byl třetí ročník turnaje národních družstev Mistrovství Perského zálivu v ledním hokeji v ledním hokeji, který se uskutečnil od 6. do 12. června 2014 ve městě Kuvajt v Kuvajtu za účasti čtyř zemí. Vítězství si připsali domácí hráči Spojených arabských emirátů před hráči Kuvajtu a hráči Kataru.

## Výsledky

### Základní skupina
|   |        | SAE | Kuvajt | Omán | Katar | V | VP | PP | P | VG | OG | B |
| 1 | SAE    | *** | 2:0    | 8:3  | 7:1   | 3 | 0  | 0  | 0 | 17 | 4  | 9 |
| 2 | Kuvajt | 0:2 | ***    | 6:0  | 10:5  | 2 | 0  | 0  | 1 | 16 | 7  | 6 |
| 3 | Omán   | 3:8 | 0:6    | ***  | 9:3   | 1 | 0  | 0  | 2 | 12 | 17 | 3 |
| 4 | Katar  | 1:7 | 5:10   | 3:9  | ***   | 0 | 0  | 0  | 3 | 9  | 26 | 0 |

### Play - off
|  | 1. semifinále | SAE    | 6:2 | Katar |
|  | 2. semifinále | Kuvajt | 4:2 | Omán  |

### Zápasy o 1. - 4. místo
|    | Finále     | SAE   | Kuvajt |
| 1. | SAE        | ***   | 5:0    |
| 2. | Kuvajt     | 0:5   | ***    |
|    | o 3. místo | Katar | Omán   |
| 3. | Katar      | ***   | 7:2    |
| 4. | Omán       | 2:7   | ***    |